# Park Narodowy Masoala
Park Narodowy Masoala (fr. Parc national de Masoala) – park narodowy w północno-wschodnim Madagaskarze, na półwyspie Masoala, założony w 1997 roku, o powierzchni 240 520 hektarów. Od 2007 roku park wpisany jest na listę światowego dziedzictwa ludzkości UNESCO jako część wpisu pod nazwą lasy deszczowe Atsinanana.
Park Narodowy Masoala jest największym parkiem narodowym Madagaskaru. Cechuje się znaczną różnorodnością ekosystemów – obejmuje m.in. wilgotny las równikowy, namorzyny, a w morzu rafę koralową. Występuje tu 50% gatunków roślin i ponad 50% gatunków ssaków, ptaków, gadów i płazów żyjących na Madagaskarze. W morzu występują m.in. długopłetwce, diugonie przybrzeżne i żółwie morskie.
Park otrzymuje dofinansowanie w ramach licznych projektów od Ogrodu Zoologicznego w Zurychu, który część swojego terenu przeznaczył na halę Masoala poświęconą faunie i florze tropikalnych lasów deszczowych Madagaskaru.